# Eosphargis
Eosphargis (лат.) — вымерший род из семейства кожистых черепах (Dermochelyidae). Известен из палеоцена — эоцена США (58,7—50,3 млн лет назад). Питались рыбой.

## Виды
Род включает 2 вида:
- † Eosphargis insularis Cope, 1872 — палеоцен США (Нью-Джерси и Виргиния)[2].
- † Eosphargis gigas Owen, 1880 — эоцен США (Мэриленд и Виргиния)[3].